# Michele Zambelli
Michele Zambelli (Forlì, 13 giugno 1990) è un velista italiano.

## Biografia
Sin da ragazzo ha avuto una grande passione per il mare, che l'ha portato ad iniziare a veleggiare e sognare l'oceano dopo aver conosciuto Cino Ricci con il quale, all'età di 15 anni, attraversa l'adriatico per approdare in Croazia. Durante l'adolescenza Michele, decide di vivere in un camper a ridosso della Marina di Rimini, per poter essere vicino al suo mondo.
A 19 anni fece la sua prima traversata atlantica da lì seguirono i primi successi sulla classe Mini 650 vincendo 4 volte il titolo di campione italiano. 
Nel 2009 segue la regata in solitario transoceanica MiniTransat sulla barca d'appoggio. Grazie all'amico Alessandro Zamagna ottiene il suo primo Mini Proto il numero 342. 
Nel 2011 arrivano le prime vittorie partecipando ad una regata tra la Bretagna e la Spagna e ottiene il titolo di Campione italiano. 
Nel 2013 partecipa alla Mini Transat, la sua prima regata transoceanica e si classifica decimo tagliando il traguardoPointe-à-Pitre (Guadalupe)  in 24 giorni 20 ore 10 minuti e 5 secondi partendo da Sada il 13 novembre 2013. 
Nel 2014 la barca Fontanot con la quale ha traversato l'oceano viene esposta in piazza Saffi a Forlì in presenza del sindaco Roberto Balzani.
Nel 2015 si classifica 2º nella prima tappa della Mini Transat tra Canarie e Guadalupe. Sempre nel 2015 partecipa in doppio con Gaetano Mura alla Mini Around Sardinia (percorso no stop intorno all'isola) dove secondo il comitato di regata non completano il percorso ed assegnano la vittoria all'imbarcazione Sideral. Viene candidato al premio Velista dell'Anno nel 2015. 
Dal 2016 cambia classe e passa alla 9.50 a bordo di Illumia 12 ex Tenace ed ottiene il 2º posto alla 500x2 da Caorle alle Isole Tremiti. Partecipa alla OSTAR durante la quale a cinque giorni dall'arrivo in 2ª posizione, dopo una forte tempesta, ha problemi con la chiglia della sua imbarcazione Illumia 12 e decide, quindi, di abbandonare la barca e di fatto anche la regata pur essendo inaffondabile e di trovare riparo sulla zattera di emergenza. Una volta lanciato i soccorsi, restò in mare sei ore e venne recuperato a circa 300 miglia dalle coste canadesi da un elicottero AgustaWestland AW101 versione CH-149 Cormorant del CAFSAR canadese. La sua barca, Illumia 12, venne avvistata dalla Guardia costiera irlandese a 155 miglia ad est di Capo Loop e spiaggiò, disalberata, pochi giorni dopo sulla costa irlandese. 
Dal 2017 Zambelli lavora nell'azienda di famiglia senza però abbandonare il mondo della vela.

## Premiazioni

### 2017
Viene premiato ai Garmin Award come Skipper e navigatore solitario. 

### 2015
Nel 2016 viene premiato come miglior velista dell'Emilia-Romagna 2015

## Vittorie e competizioni
2024
- ORC Double-Handed European Championship 2° classificato
- 500 x 2 3° classificato Overall

2023
- Cagliari- Monaco 1º classificato Overall

2017
- OSTAR abbandonato.[8]

2016
- 500x2 2º classificato categoria ORC Classe 950
- 500x2 3º classificato categoria IRC Classe 950
- Rolex Middle Sea Race (x2) 4º classificato categoria IRC Classe 950

2015
- Campione italiano Classe Mini 650
- Cagliari Offshore 1º classificato categoria Proto[12]
- Arcipelago 650 1º classificato categoria Proto[13]
- Fezzano - Talamone 1º classificato categoria Proto
- MiniTransat 6º classificato overall 2º classificato tappa Canarie - Caraibi
- MiniFastnet 7º classificato categoria Proto
- Mini RoundSardinia in doppio con Gaetano Mura, squalificato[4]

2014
- Campione italiano Classe Mini 650[14][15]
- Ranking mondiale 3º classificato
- Gran Prix d'Italie 1º classificato[16]
- TranTyrrhenum 1º classificato categoria Proto Solo
- Loriet Bretagne Sud 2º classificato
- Les Sables - Les Acores 3º classificato categoria Proto

2013
- MiniTransat 10º classificato categoria Proto[17]

2012
- Campione italiano classe Mini 650
- ARC 2012 1º classificato categoria Race - Tyke
- Arcipelago 650 1º classificato
- Gran Prix d'Italia Mini 650 1º classificato
- Sanremo Mini Solo 1º classificato
- Les Sables - Les Acores 8º classificato categoria Proto

2011
- Campione italiano classe Mini 650
- Arcipelago 650 1º classificato
- TransGascogne 2º classificato

## Pubblicazioni
Nel 2016 la RAI ha realizzato e trasmesso sulle reti italiane un documentario di 90 minuti sulle sue attività veliche.
Dal 2013 è stato opinionista per il quotidiano La Stampa con il suo blog Il mio oceano.
Nel 2021 partecipa a "Radio di Bordo" un programma radiofonico di Radio 1 RAI.

## Libri
Nel 2021 pubblica il libro Naufrago... per caso edito da Edizione il Frangente